# Delahaye Type 82
Der Delahaye Type 82 ist ein Pkw-Modell der Zwischenkriegszeit. Hersteller war Automobiles Delahaye in Frankreich.

## Beschreibung
Das Fahrzeuge wurde im Oktober 1919 auf dem Pariser Autosalon präsentiert. Die Herstellung lief wegen Problemen bei der Entwicklung und beim Gießen von Metall erst 1922 richtig an. 1924 endete die Produktion.
Es war das erste Fahrzeug von Delahaye mit einem Sechszylinder-Reihenmotor, nachdem es 1911 im Delahaye Type 44 bereits einen V6-Motor gab. Der Ottomotor war in Frankreich mit 18–22 CV eingestuft. Er hat beim Prototyp 80 mm Bohrung, 120 mm Hub und 3619 cm³ Hubraum, beim Serienmodell dagegen 85 mm Bohrung, 130 mm Hub und 4426 cm³ Hubraum. Er leistet 40 PS. Er ist vorn im Fahrgestell eingebaut und treibt die Hinterachse an. Bekannt sind Aufbauten als Tourenwagen, Limousine, Pullman-Limousine und Coupé. 100 km/h Höchstgeschwindigkeit sind möglich.
Drei verschieden lange Fahrgestelle mit 346 cm, 360 cm und 368 cm Radstand standen zur Wahl. Vorderradbremsen waren auf Wunsch erhältlich.
1921 setzte der Fahrer Couvert ein Fahrzeug bei einem Wettbewerb in Le Mans ein, bei dem es um einen niedrigen Kraftstoffverbrauch ging. Er legte 109.156 km  mit 8290 Liter zurück und belegte damit den dritten Platz in seiner Klasse.
Insgesamt entstanden 123 oder 124 Fahrzeuge.